# 태백고생대자연사박물관
태백고생대자연사박물관은 강원특별자치도 태백시에 있는 박물관이다. 이 박물관에는 대한민국 태백산분지에서 조선 누층군과 평안 누층군에서 나온 화석들을 전시하고 있다.

## 연혁
- 2010년 10월 27일 개관.

## 시설 현황

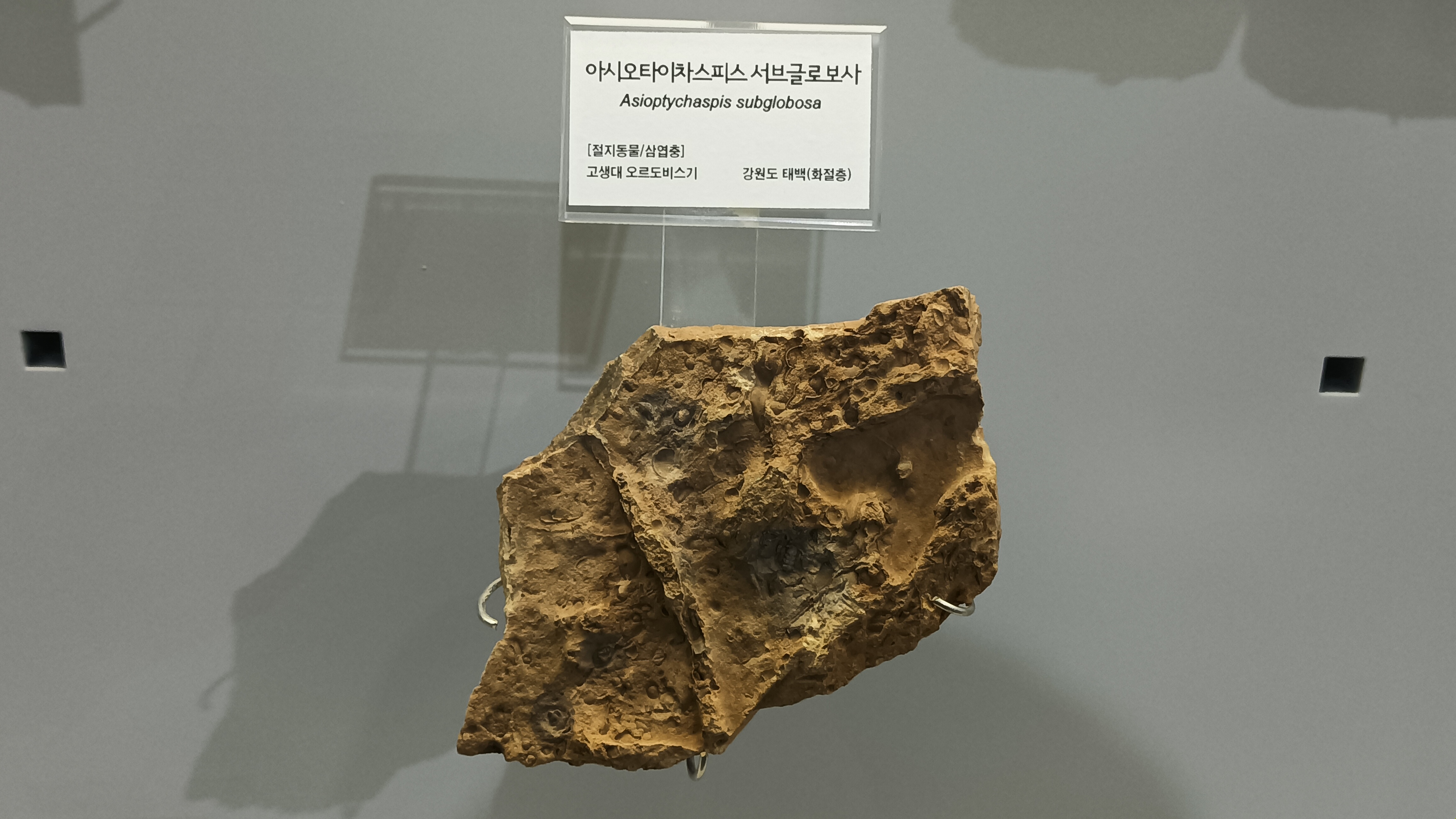
박물관에 전시된 조선 누층군 화절층의 화석

태백고생대자연사박물관에서는 고생대의 퇴적암 지층 조선 누층군과 평안 누층군에서 산출된 화석들을 전시하고 있다.

## 조선 누층군노두
박물관 앞 하천에는 조선 누층군 직운산층의 노두가 드러나 있으며 이 노두에서 다량의 삼엽충, 완족류 등 화석이 발견되었다.

## 관람 안내
- 휴관일 : 매년 1월 1일
- 관람시간: 09:00 ~ 18:00
- 매표시간: 09:00 ~ 17:00(관람 1시간 전까지)